# Medve Szabadtéri Matekverseny
A Medve Szabadtéri Matekverseny a Matematika Összeköt Egyesület és a Teljes Gráf Nonprofit Kft. által szervezett szabadtéri tanulmányiverseny-sorozat, melynek résztvevői matematikai és logikai feladatokat oldanak meg. 

## Története
Az első Medve Matekversenyt 1999-ben szervezték Debrecenben, azóta minden évben sor kerül rá az ország számos pontján. 2008-ban volt az első budapesti verseny, 2013-tól Szegeden, 2014-től Veszprémben, 2016-tól Egerben, 2017-től Pécsen is megrendezik. A résztvevők száma is folyamatosan emelkedik, 2017-ben már közel 10.000 gyerek indult. A 2017-es Gellért-hegyi versenyen 3500-an vettek részt. Azóta is egyre emelkedik a résztvevőszám. 2022. tavaszán már közel 15.000 gyermek vett részt 18 nagyvárosban Medve Szabadtéri Matematikaversenyen.

## Résztvevők
A 3 fős csapatokban induló versenyzőket az alábbi kategóriákba osztják:
Gyerekek
- Koala: 3. osztályos és 4. osztályos nem tagozatos diákok
- Medvebocs: 5. osztályos és 6. osztályos nem tagozatos diákok
- Kismedve: 6. osztályos spec. mat. tagozatos, 7. osztályos és 8. osztályos nem tagozatos diákok
- Nagymedve: 8. osztályos spec. mat. tagozatos, 9. osztályos, nulladik évfolyamos és 10. osztályos nem tagozatos diákok
- Jegesmedve: 10. osztályos spec. mat. tagozatos, 11. és 12. osztályos diákok

Felnőttek
- Ursa Minor: általános iskolai tanárok, illetve matematikában kevésbé jártas felnőttek számára
- Ursa Major: középiskolai matematikatanárok, matematika vagy ahhoz kapcsoló szakterületű egyetemi hallgatók, illetve matematikával foglalkozó szakemberek számára

## Feladatok, a verseny menete
A feladatok megoldásához nincs szükség bonyolult elméleti összefüggések tudására, hanem furfangos észjárással kell megtalálni a jó ötletet.
A verseny során a csapatok állomásról állomásra haladnak, és az ott kapott egy-egy feladatot igyekeznek megoldani. Az útvonalat nem ismerik előre: a megoldás helyességétől függően küldik őket tovább egyik vagy másik állomásra, tehát hibás válasz esetén kerülőutat kell bejárniuk. A cél minél több „főfeladat” helyes megoldása.